# Gerry Mulligan
Pour les articles homonymes, voir Gerry et Mulligan.

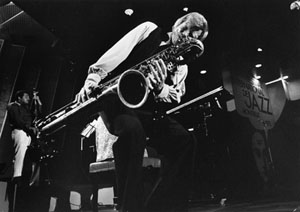
Gerry Mulligan jouant du saxophone, vu par le photographe Erling Mandelmann (date inconnue).

Gerald Joseph « Gerry » Mulligan, né le 6 avril 1927 à New York et mort le 20 janvier 1996 à Darien (Connecticut), est un musicien de jazz américain, saxophoniste baryton et soprano, pianiste, chef d'orchestre, compositeur et arrangeur,
Il est avant tout connu pour son jeu au saxophone baryton, léger et aérien, marquant l'histoire du jazz. Son quartette  sans piano du début des années 1950 avec le trompettiste Chet Baker est toujours considéré comme l'une des formations les plus importantes de l'époque du cool jazz. C'est également un arrangeur remarquable travaillant avec des artistes aussi importants que Claude Thornhill, Miles Davis, Stan Kenton, Paul Desmond, entre autres.

## Biographie
(mars 2023).

### Enfance et début de carrière
Gerry Mulligan est né de Georges et Louise Mulligan à Queens Village, Queens, New York, (États-Unis). Son père d’origine irlandaise était natif de Wilmington, Delaware et sa mère d’origine germano-irlandaise avait vu le jour à Philadelphie. Gerry est le plus jeune de leurs quatre fils, George, Phil et Don étant ses frères aînés.
La profession d’ingénieur de George Mulligan impliquant de fréquents déménagements, Gerry a moins d’un an lorsque l’ensemble de la famille emménage à Marion, Ohio, à la suite du nouvel emploi de son père dans la Société Marion Power Shovel.
En raison des exigences liées à la tenue d’une grande maison et à l’éducation de quatre jeunes garçons, la mère de Gerry engage une nounou afro-américaine nommée Lily Rose, qui s’attache tout particulièrement au petit dernier de la famille. En grandissant, Gerry commence à passer du temps chez les Rose où il s’amuse notamment avec le piano mécanique dont il rapportera plus tard qu'il y avait des rouleaux de partition de nombreux musiciens dont Fats Waller. Parfois, des musiciens noirs viennent pour jouer en ville et comme de nombreux motels refusent de les accueillir, ils doivent souvent être hébergés chez l'habitant au sein de la communauté noire. Et de temps à autre, le jeune Mulligan rencontre ces musiciens de passage chez les Rose.
Les déménagements familiaux se poursuivent avec des arrêts dans  la région de South Jersey, où Gerry habite avec sa grand-mère maternelle, puis à Chicago, Illinois et  Kalamazoo, Michigan où il vit pendant trois ans et fréquente une école catholique. Lorsque l’école emménage dans un nouveau bâtiment et met en place des cours de musique, Gerry décide de jouer de la clarinette dans le tout nouvel orchestre de l’école. Il fait une tentative d’arrangement de "Lover", une composition de Richard Rodgers, mais l’arrangement est confisqué avant même sa première lecture par une nonne un peu trop zélée qui avait été surprise par le titre de celui-ci.
À 14 ans, Gerry Mulligan et sa famille s’installent à Détroit puis à Reading, Pennsylvanie où il commence à étudier la clarinette avec le musicien d’orchestre Sammy Correnti qui encourage aussi son intérêt pour l’orchestration. Gerry débute également en tant que saxophoniste professionnel dans les orchestres de bal à Philadelphie, située à environ une heure trente de Reading.
Par la suite, la famille Mulligan s’installe à Philadelphie où Gerry fréquente le lycée catholique pour  garçons de  West Philadelphia et met en place un big band scolaire pour lequel il écrit également des arrangements. À 16 ans, Gerry contacte Johnny Warrington de la station de radio locale WCAU et lui propose d’écrire des arrangements pour l’orchestre de la radio. Warrington, impressionné par ses talents d’arrangeur, commence à acheter ses orchestrations.
Gerry n’achève pas son année de terminale afin de pouvoir partir en tournée avec l’orchestre dans lequel il travaille. Il contacte le chef d’orchestre Tommy Tucker lorsque celui vient visiter le Earle Theatre de Philadelphie. Comme Tucker n’a pas besoin des services d’un autre saxophoniste mais recherche un arrangeur, Gerry Mulligan est engagé à 100$ la semaine pour composer 2 ou 3 arrangements par semaine (toutes reproductions incluses). À la fin de son contrat de trois mois, Tucker conseille à Gerry de poursuivre son travail d’arrangeur auprès d’un autre orchestre un peu moins « discipliné ». Gerry retourne à Philadelphie et commence à écrire pour Elliot Lawrence, pianiste et compositeur qui a pris la relève de Warrington en tant que leader de l’orchestre de station de radio WCAU.
En janvier 1946, Gerry s’installe à  New York City et rejoint l’équipe d’arrangeurs de l’orchestre aux sonorités bebop de Gene Krupa. Les arrangements de Gerry durant cette période de collaboration avec Krupa incluent "Birdhouse", "Disc Jockey Jump" et un arrangement de "How High the Moon", citant le thème de Charlie Parker "Ornithology" en contrechant.
Par la suite, Gerry écrit pour l’orchestre de Claude Thornhill et joue, ponctuellement, dans la section des anches. Parmi les arrangeurs de l’orchestre se trouve Gil Evans que Gerry a déjà rencontré lorsqu’il travaillait avec Kruppa. Gerry finit par vivre chez Evans à l’époque où son appartement au 55 Street West est un lieu de rencontre régulier pour un certain nombre de musiciens œuvrant à la création d’un nouveau style de jazz.

### Birth of the Cool
En septembre 1948, Miles Davis forme un nonet qui joue des arrangements de Gerry Mulligan, Gill Evans et John Lewis. La formation initiale est composée de Miles Davis (trompette), Gerry Mulligan (saxophone baryton), Mike Zwerin (trombone), Lee Konitz (saxophone alto), Junior Collins (cor), Bill Barber (tuba), John Lewis (piano), Al McKibbon (contrebasse) et Max Roach (batterie).
Le groupe se produit en live uniquement pour quelques concerts (un engagement de 2 semaines au Royal Roost et 2 soirées au Clique Club). Cependant, au cours des deux années suivantes, Miles Davis reformera le nonet à trois reprises pour enregistrer 12 morceaux prévus pour sortir sous forme de singles par Capitol Records et rassemblés sur l’album Birth of the Cool sorti en 1957. Gerry Mulligan compose et arrange trois des titres enregistrés ("Rocker", "Venus de Milo", et "Jeru" d’après son nom) et en arrange trois autres ("Deception", "Godchild", and "Darn That Dream").
Il est aussi un des quatre musiciens ayant joué sur tous les enregistrements avec Miles Davis, Lee Konitz and Bill Barber. Bien qu’il ait reçu un accueil mitigé par le public de 1949, le nonet de Miles Davis est aujourd’hui considéré comme l’un des groupes les plus influents de l’histoire du jazz, ayant créé un son qui, malgré ses origines East Coast allait être connu sous la terminologie West Coast Jazz.
Pendant cette période de travail occasionnel avec le Nonet de Mile Davis entre 1949 et 1951, Gerry Mulligan travaille aussi régulièrement avec le tromboniste Kai Winding en tant que musicien et arrangeur. Sa composition "Elevation" et son orchestration de "Between the Devil and the Deep Blue Sea" sont enregistrées par son ancien patron, Elliot Lawrence et ont contribué à accroître sa réputation. Gerry s’occupe également des arrangements pour les groupes conduits par Georgie Auld et Chubby Jackson. et enregistre avec eux.
En septembre 1951, Gerry Mulligan enregistre son premier album sous son nom, Mulligans Plays Mulligan. À ce moment-là, il maîtrise déjà un jeu mélodique et linéaire inspiré par Lester Young, style qu’il conservera durant toute sa carrière.
Au début de l’année 1952, à la recherche de meilleures opportunités professionnelles, Gerry Mulligan et sa compagne, la pianiste Gail Madden, mettent le cap sur Los Angeles. Grâce à l’arrangeur Bob Graettinger, Gerry Mulligan commence à écrire des arrangements pour le Stan Kenton Orchestra. La majorité de son travail pour Kenton se résume à des arrangements banals, dont Kenton a besoin pour étoffer un répertoire de bal destiné à des représentations alimentaires. Toutefois, Gerry réussit à inclure des œuvres originales plus substantielles en cours de route. Ses compositions "Walking Shoes" and "Young Blood" sortent du lot en tant qu’incarnations du style contrapuntique qui va devenir sa signature.

### Le quartet sans piano avec Chet Baker
Tout en étant arrangeur pour l’orchestre de Kenton, Gerry commence à jouer lors de ses soirées libres au Haig, un petit club de jazz sur Wilshire Boulevard, Kenmore Street à Hollywood., Los Angeles. Lors des bœufs du lundi soir, un jeune trompettiste nommé Chet Baker joue avec Gerry et ils enregistrent ensemble sans être toutefois satisfaits du résultat. À cette même période, le trio du vibraphoniste Red Norvo (guitare et contrebasse) apparaît en tête d’affiche au Haig, alors le club se débarrasse du piano à queue qui avait été amené pour Errol Garner.
Face au dilemme de savoir quel type de section rythmique mettre en place, Gerry décide de jouer avec un quartet sans piano avec Chet Baker (trompette), Carson Smith (contrebasse) et Chico Hamilton (batterie) (plus tard Gerry lui-même jouera occasionnellement du piano). Ces toutes premières dates de concert sont enregistrées par Richard Bock sur un lecteur cassette portable, Bock ainsi que Roy Harte créeront peu après le label Pacific Jazz et publieront les enregistrements de Gerry. Ces trois sessions informelles se sont déroulées en juin, juillet et août de 1952 dans le studio privé de l’ingénieur son Phil Turetsky d’Hollywood Hills.
Les styles mélodiques respectifs de Chet et Gerry s’accordent parfaitement et les amènent à créer des textures contrapuntiques improvisées, libres d’évoluer hors des limites rigides des grilles d’accords que la présence d’un piano imposerait. Bien qu’apparaissant à l’époque comme un son et un style nouveaux, cet esprit philosophie d’improvisation contrapuntique de groupe rappelle les jours formateurs du jazz. Malgré leur formation très différente – Gerry, musicien new-yorkais avec une éducation classique et Chet, venant d’Oklahoma et musicien beaucoup plus instinctif – ils ont presque une relation télépathique et Gerry rapportera plus tard : « Je n’avais jamais expérimenté quelque chose comme cela avant et jamais vraiment depuis » Leurs représentations au Haig sont complètes et les enregistrements qu’ils font à la fin de 1952 deviennent des hits qui leur apportent à tous deux nombre d’éloges. Les enregistrements incluent des singles comme "Motel" (1953) présenté comme 'Le Gerry Mulligan Quartet invite Chet Baker'.
Cette collaboration providentielle prend fin brusquement au milieu de 1953, en raison de l’arrestation de Gerry pour possession illégale de drogue, qui lui vaut six mois à  la prison de Sheriff's Honor Farm. Gerry et Chet, tout comme nombre de leurs pairs, sont devenus accros à l’héroïne. Toutefois, tandis que Gerry est en prison, Chet s’est transformé en célébrité grâce à son style de trompettiste lyrique, sa douce voix de ténor et son côté beau gosse. Après sa sortie, la tentative de Gerry de réembaucher Chet se solde par un refus du trompettiste pour des raisons financières. Ils se réunissent quelque temps en 1955 à l’occasion du Festival de Jazz de Newport et se retrouveront occasionnellement pour des concerts ou des enregistrements jusqu’à un dernier concert au Carnegie Hall en 1974. Mais durant ces dernières années, leur relation est devenue tendue car Gerry, grâce à des efforts considérables, a réussi à se débarrasser de son addiction tandis que celle de Chet va le perturber quasiment tout au long de sa vie personnelle et professionnelle jusqu’à sa mort en 1988.

### Milieu de carrière
Gerry Mulligan va conserver ce format de quartet en remplaçant Chet Baker par le tromboniste à pistons Bob Brookmeyer, chacun jouant de temps à autre du piano. Le quartet se produit au Troisième Festival de Jazz de Paris en 1954 avec Red Mitchell à la basse et Frank Isola à la batterie. Durant le reste de cette décennie, les groupes de Gerry seront pour l’essentiel des quartets avec des changements occasionnels de personnel et des invités comme les trompettistes Jon Eardley et Art Farmer, les saxophonistes Zoot Sims, Al Cohn et Lee Konitz, et la chanteuse Annie Ross. En 1957, Gerry Mulligan et sa femme, Arlyne Brown Mulligan (fille du compositeur Lew Brown), ont un fils, Reed Brown Mulligan.
Gerry Mulligan étudie également le piano avec Suezenne Fordham, qui fait partie du cercle des musiciens de jazz de New York. Elle est recherchée en tant que coach par les musiciens de jazz de l’époque pour améliorer leur technique au piano. Elle entretiendra aussi une relation personnelle avec Gerry à partir de 1966 jusqu’en 1972.
Gerry Mulligan se produit également en tant que soliste ou accompagnant (souvent lors de festivals) avec un grand nombre de musiciens de jazz de la fin des années 1950 : Paul Desmond, Duke Ellington, Ben Webster, Johnny Hodges, Jimmy Witherspoon, André Previn, Billie Holiday, Marian McPartland, Louis Armstrong, Count Basie, Stan Getz, Thelonious Monk, Fletcher Henderson, Manny Albam, Quincy Jones, Kai Winding, Miles Davis, and Dave Brubeck. Il est présent sur une photographie d’Art Kane prise en août 1958 intitulée A Great Day in Harlem et qui rassemble 57 grandes figures du jazz.
Gerry Mulligan forme son premier ensemble « Concert Jazz Band »au cours du printemps 1960. Avec l’idée sous-jacente de revisiter la musique de big band avec un orchestre réduit, le groupe est à géométrie variable tant en taille qu’au niveau des musiciens, avec un noyau principal composé de six cuivres et cinq bois (Mulligan inclus) et une section rythmique à deux instruments sans piano (bien que, comme dans les quartets précédents, Mulligan ou Brookmeyer jouent parfois du piano).
Gerry retravaille avec des petites formations en 1962 et il apparaît avec d’autres groupes de façon sporadique (notamment à l’occasion de festivals). Il va continuer à jouer irrégulièrement avec des petits groupes jusqu’à la fin de sa vie, bien que les concerts soient moins fréquents à partir du milieu des années 1960. Après la séparation du quartet de Dave Brubeck en 1967, Gerry apparaît régulièrement avec celui-ci dans leur quartet éponyme jusqu’en 1973. Par la suite, ils travailleront ensemble de temps à autre jusqu’en 1996, année du décès de Gerry.
En 1971, Gerry mulligan crée son œuvre pour big band la plus significative depuis plus d’une décennie, pour l’album The Age of Steam. Durant les années 70, il joue avec Charles Mingus à diverses reprises. En 1978, le Concert Jazz Band est reformé avec de jeunes musiciens y compris un   pianiste à plein temps, Mitchel Forman et va tourner au cours des années 80.

### Œuvre orchestrale
Gerry Mulligan, comme de nombreux musiciens de jazz de l’époque, a enregistré occasionnellement avec des cordes. On peut citer les enregistrements de 1957 avec le String Jazz Quartet de Vinnie Burke, un album de 1959 avec André Previn et en 1965, un album de Gerry Mulligan Quintet et Cordes. En 1974, Gerry collabore avec le musicien de tango argentin Astor Piazzolla. Les sessions d'enregistrement ont lieu à Milan où Gerry rencontre sa future femme, la comtesse  Franca Rota Borghini Baldovinetti, photojournaliste freelance et reporter. En 1975, Gerry enregistre un album avec le pianiste et compositeur italien, Enrico Intra, le contrebassiste et arrangeur Pino Presti, le flûtiste  Giancarlo Barigozzi et le batteur Tullio De Piscopo. Son œuvre plus classique avec orchestre commence en mai 1970 avec un concert de l’oratorio de Dave Brubeck, The Light in the Wilderness avec Erich Kunzel et le Cincinnati Symphony.

## Discographie
(janvier 2014).
- Le Quatuor Gerry Mulligan (1951, Fantasy Records Fantasy)
- Le Quatuor Gerry Mulligan / Gerry Mulligan avec le Chubby Jackson Big Band (1950-1952) - Les parties du big band sont de 1950, le groupe dirigé par le bassiste Jackson comprenait Howard McGhee, Zoot Sims et le tromboniste J. J. Johnson. Les parties du quatuor, avec Chet Baker ont été enregistrés lors de deux sessions en 1952.
- Historiquement parlant (1951)
- The Original Quartet avec Chet Baker - (1952) Collection de 2 CD des enregistrements du « pianoless quartet » avec Chico Hamilton pour Pacific Jazz
- Konitz rencontre Mulligan (1953) - avec Chet Baker
- Quatuor Gerry Mulligan: Concert Pleyel - (juin 1954) 2 CD, avec G. Mulligan (saxo baryton), Bob Brookmeyer (trombone), Red Mitchell (contrebasse), Frank Isola (batterie)
- A Storyville (1956) - Quatuor, live à Boston, Mulligan joue du piano sur certains morceaux,
- Retrouvailles avec Chet Baker (1957)
- Mulligan Meets Monk (1957) avec Thelonious Monk comme co-leader
- Gerry Mulligan - Paul Desmond Quartet (1958) Verve records, publié à nouveau en avril 1962 sous le titre « Blues in Time »
- « Getz Meets Mulligan in Hi-Fi » (octobre 1957) avec G. Mulligan (saxophone), Stan Getz (saxophone ténor), Lou Levy (piano), Ray Brown (contrebasse), Stan Levey (batterie).
- Jazz Giants '58 (1958, Verve)
- Qu'y a-t-il à dire ? (1958) - « pianoless quartet » avec Art Farmer
- Gerry Mulligan rencontre Johnny Hodges (novembre 1959)
- Gerry Mulligan rencontre Ben Webster (1959) avec G. Mulligan (saxo baryton), Ben Webster (saxo ténor), Jimmy Rowles (piano), Leroy Vinnegar (contrebasse), Mel Lewis (batterie).
- Gerry Mulligan et le Concert Jazz Band au Village Vanguard (1960), avec un big band conduit par le batteur Mel Lewis
- «Live at the Olympia Paris»  (1960-62) avec le « Concert Jazz Band »
- «Two of a Mind» avec Paul Desmond (1962)
- «The Gerry Mulligan Quartets» - Complet Studio Rec. (1957/1962) avec G. Mulligan (saxo baryton & piano), Bob Brookmeyer (trombone & piano) / Chet Baker (trompette), Bill Crow / Henry Grimes (contrebasse), Gus Johnson / Dave Bailey (batterie).
- Enregistrements complets en studio - «The Gerry Mulligan Sextet» (1962) avec Art Farmer, Bob Brookmeyer, Jim Hall (guitare), Bill Crow (contrebasse), Dave Bailey (batterie).
- Jeru (1963) avec Tommy Flanagan (piano), Ben Tucker (contrebasse), Dave Bailey (batterie) et Alec Dorsey (congas)
- Night Lights (1963) avec le trompettiste Art Farmer, Bob Brookmeyer (v.trb), Jim Hall (guitare), Bill Crow (contrebasse), Dave Bailey (batterie).
- Live à la Philharmonie de Berlin (1970) avec le Dave Brubeck Trio.
- Age of Steam (février-juillet 1971) G.Mulligan et son orchestre.
- Summit (1974) avec G.Mulligan (saxo baryton), Astor Piazzolla (bandonéon), Angel Pocho Gatti (piano), Pino Presti (basse), Tullio De Piscopo (batterie), Alberto Baldan & Gianni Zilioli (mb), Filippo Daccó & Bruno De Filippi (guitare), Umberto Benedetti Michelangeli (1er v), Renato Riccio (1er v.la), Ennio Mori (1er c).
- Gerry Muligan / Chet Baker: Carnegie Hall Concert (novembre 1974) avec G.Mulligan (Saxo baryton), Chet Baker (Trompette), Ed Byrne (trombone), Bob James (piano), John Scofield (guitare), Ron Carter (contrebasse), Harvey Mason (batterie), Dave Samuels (vb).
- Gerry Mulligan rencontre Enrico Intra (1976) avec G.Mulligan (saxo baryton), Enrico Intra (p), G.Carlo Barigozzi (f), Sergio Farina (guitare), Pino Presti (b), Tullio De Piscopo (batterie).
- O.S.T. "La Menace", un film canadien-français réalisé par Alain Corneau (1977)
- Boulevard Solitaire (1990)
- Re-Birth of the Cool (1992) - réenregistrements de Miles Davis 1949 « Birth of the Cool », dont Mulligan avait fait partie.
- Billy Taylor et Gerry Mulligan: Live à MCG (1993) en direct, avec le pianiste Billy Taylor à la Manchester Craftsmen's Guild (MCG) à Pittsburgh.
- Paraiso (1993) avec la chanteuse brésilienne Jane Duboc
- Dragonfly (1995), les derniers enregistrements.

## Sources
- Philippe Carles, André Clergeat et Jean-Louis Comolli, Dictionnaire du jazz, Paris, Robert Laffont, coll. « Bouquins », 1994, 1383 p. (ISBN 978-2-221-07822-8), p. 839.